# جيمس إي. سميث (أستاذ جامعي)
جيمس إي. سميث (بالإنجليزية: James E. Smith)‏ هو عالم حاسوب ومهندس أمريكي، ولد في 29 نوفمبر 1950.